# رينيه باور
رينيه باور (بالإيطالية: Renè Baur)‏ (و. 1985  م) هو لاعب هوكي الجليد إيطالي، ولد في سان كانديدو، شارك في الألعاب الأولمبية الشتوية 2006، مركز لعبه هو حارس مرمى ‏.

## روابط خارجية
- رينيه باور على موقع EliteProspects.com (الإنجليزية)
- رينيه باور على موقع HockeyDB.com (الإنجليزية)
- رينيه باور على موقع أوليمبيديا (الإنجليزية)